# Summer of 8
Summer of 8 è un film del 2016 diretto da Ryan Schwartz.

## Trama
Prima di partire per i rispettivi college, otto adolescenti trascorrono insieme il loro ultimo giorno di estate in spiaggia.

## Produzione
Il film è stato girato a Newport Beach, California.

## Riconoscimenti
- 2017 - Young Entertainer Awards
  - Best Leading Young Actor - Feature Film a Michael Grant